# Leandro Araújo
Leandro Araújo est un joueur international sud-africain de rink hockey.

## Palmarès
En 2015, il participe au championnat du monde de rink hockey en France.